# 東京車掌区
東京車掌区（とうきょうしゃしょうく）は、かつて存在した東日本旅客鉄道（JR東日本）首都圏本部の車掌が所属する組織である。2025年3月14日限りで廃止し、現在は東京統括センター東京乗務ユニット。
日本国有鉄道（国鉄）時代から続く歴史と伝統を持つ車掌区で、国鉄では「車掌区の中で花形の部署」とも呼ばれていた。東京駅を発車する特急や団体客が乗車する臨時列車の多くを当区が担当している。
民営化後も国鉄時代の行路がそのまま受け継がれたため、西日本旅客鉄道（JR西日本）大阪駅・九州旅客鉄道（JR九州）長崎駅・佐世保駅・大分駅までの越境乗務が存在していたが、「成田エクスプレス」の運転開始により九州方面へのブルートレインの受け持ちはなくなった。その後、2015年3月からは東京駅 - 熱海駅間で寝台特急「サンライズ瀬戸・出雲」への乗務を開始、寝台特急への乗務がJR東日本管内のみだが復活している
。国鉄時代にも「出雲」に車掌補として乗務していたことがある。
元プロ野球選手の赤星憲広（阪神タイガース）は、JR社員の時代に当区に所属していた。ただし、実際に乗務経験はない。